# Haluro de hidrógeno
Haluro de hidrógeno (también llamado halogenuro de hidrógeno o en su forma disuelta ácido halhídrico o ácido halogenhídrico) es un tipo de compuesto químico resultante de la reacción química del hidrógeno con uno de los elementos halógenos (flúor, cloro, bromo, y yodo), que se encuentran en el grupo 17 (VII, VIIA) de la tabla periódica. El astato no se incluye en la lista debido a que es muy raro, inestable y no se encuentra como ácido en cantidades substanciales. Los haluros de hidrógeno tienen como fórmula química general HX, donde H representa un átomo de hidrógeno y X representa un átomo de halógeno.
| compuesto             | fórmula | estructura | modelo | d(H−X) / pm (fase gas) | μ / D |
| --------------------- | ------- | ---------- | ------ | ---------------------- | ----- |
| fluoruro de hidrógeno | HF      |            |        | 91.7                   | 1.86  |
| cloruro de hidrógeno  | HCl     |            |        | 127.4                  | 1.11  |
| bromuro de hidrógeno  | HBr     |            |        | 141.4                  | 0.788 |
| yoduro de hidrógeno   | HI      |            |        | 160.9                  | 0.382 |
| astaturo de hidrógeno | HAt     |            |        | -                      | -     |

Son ácidos debido a su habilidad para liberar iones hidronio (H3O+) en solución acuosa. Con la excepción de HF, los haluros de hidrógeno son ácidos fuertes, con una fuerza ácida que se incrementa según se baja en el grupo dentro de la tabla periódica. Esto resulta de los fuertes enlaces de hidrógeno en HF, que deben ser superados antes que sea posible la disociación; además, los muy pequeños iones F− imponen orden en las moléculas vecinas de agua e iones hidronio incrementando la energía libre, volviendo desfavorable la disociación. Por debajo del HCl, sin embargo, no hay enlaces de hidrógeno, los aniones son mayores, y la entalpía de enlace disminuye lo que significa que la disociación ocurre con una creciente facilidad.
También debido a la formación de enlaces de hidrógeno en el HF, este compuesto tiene los mayores puntos de fusión y de ebullición de la serie HX. Del HCl al HI el punto de ebullición aumenta en ese orden. Esto es debido al creciente número de electrones en las moléculas que a su vez lleva a un incremento en la frecuencia y la fuerza de las fuerzas de Van der Waals.
Los haluros de hidrógeno anhidros son todos gases incoloros en condiciones estándar de presión y temperatura excepto el fluoruro de hidrógeno, que ebulle a 19 °C debido a los fuertes enlaces de hidrógeno. Las soluciones concentradas de ácido halhídrico producen visibles humos blancos. Esto ocurre porque los ácidos halhídricos reaccionan con vapor de agua para formar pequeñas gotas de sus soluciones acuosas concentradas, y se disocian como sigue:
HX (g) + (n+1) H2O (g) → H3O+ (aq) + X− (aq) + n H2O (l)
SI n es grande o pequeño depende de la humedad, con n aproximándose a infinito conforme la humedad se aproxima al 100%.
Este fenómeno no debería ser confundido con los humos blancos densos formados cuando los haluros de hidrógeno reaccionan con amoniaco concentrado, formando haluros de amonio:
HX (g) + NH3 (g) → NH4X (s)